# Hannah Montana
 Denne artikel bør gennemlæses af en person med fagkendskab for at sikre den faglige korrekthed.

 Der er for få eller ingen kildehenvisninger i denne artikel, hvilket er et problem. Du kan hjælpe ved at angive troværdige kilder til de påstande, som fremføres i artiklen.

Hannah Montana er en amerikansk tv-serie på Disney Channel. I serien er Miley Cyrus, hendes far Billy Ray Cyrus og Jason Earles hovedpersonerne som Miley Ray Stewart/Hannah Montana, Robbie Ray Stewart/Robby Montana og Jackson Rod Stewart.

## Handling
Miley Stewart lever i to verdener, på den ene side er hun Hannah Montana, kæmpe popstjerne, og på den anden side er hun en klodset, kikset teenagepige. Når Miley er Hannah Montana, har hun blond paryk på, så ingen genkender hende. De eneste, der kender hendes hemmelighed, er hendes familie og hendes to bedste venner, Lilly Truscott (Emily Osment) & Oliver Oken (Mitchel Musso), samt Jake Ryan, "Jessie" og Jacksons kæreste "Sienna". (dette varer dog kun til det sidste afsnit hvor Miley afslører sin hemmelighed.) Hun bor i Malibu med sin far Robbie Ray Stewart (Billy Ray Cyrus) og sin storebror Jackson Rod Stewart (Jason Earles).

## Figurer

### Miley Ray Stewart/Hannah Montana
Miley Stewart er 13 år (I den første sæson) og lever et almindeligt teenage-liv, med venner, familie, kærester og skole. Men når hun tager parykken  og looket på, bliver hun Hannah Montana, popsensationen, som er den mest populære unge popsangerinde. Mileys mor døde, da Miley var 11 år. Så nu bor hun alene med sin far og storebror, Jackson. Miley prøver at holde på sin hemmelighed, men hun fortæller det til sine bedste venner, Oliver, Lilly, Jake, Jessie og Jacksons kæreste Sienna.  Jake Ryan er en kendt skuespiller fra Zombie Skolen, og i sæson 2 også kendt som Mileys kæreste og Lilly og Oliver er hendes bedste venner. Jessie er en fra Hannah's band og hendes "næsten-kæreste" i 4. Sæson. Serien har haft mange store film og musik stjerner som gæsteskuespillere, her i blandt Heather Locklear, Dolly Parton som er hendes gudmor og "Jonas Brothers"

### Lilly Truscott/Lola Luftnagle
Lilly Truscott er Mileys bedste veninde og er der altid for hende, når hun har brug for hjælp. Før hun kendte Mileys hemmelighed, var hun stor fan af Hannah Montana. Lilly bruger kontaktlinser og når hun ikke har dem på sig bruger hun briller, som tit er kiksede. Lilly elsker at stå på skateboard, sejt tøj, drenge, at have det sjovt, gå til fester, på stranden og at gå i indkøbscenteret. Når Lilly er sammen med Hannah Montana, kalder hun sig selv for Lola Luftnagle, og hun forklæder sig med det nyeste, sejeste tøj, og tager en farverig paryk på. Hun har op til flere parykker. Lilly og Oliver bliver kærester i sæson 3.

### Rico Rad Suave
Rico Suave er en lille dreng, hvis far ejer Rico's Surfshop, hvor Jackson og Rico arbejder. Rico er Jacksons bedste ven, men er tit ond mod ham, dette giver nogle gange bagslag og går ud over Rico.
Rico er helt overbevist om at "Miley"  er helt vild med ham.
Rico er den eneste hovedrolle der ikke kender Mileys hemmelighed, men udmærket godt kender Robby Stewarts fortid som countrystjerne, og hvis han gad, kunne han sagtens regne den ud.

### Oliver Oscar Oken/Mike Standley III
Oliver Oken er Miley og Lillys bedste drengeven. Han er en stor fan af Hannah Montana og han ønskede at blive gift med hende, men da han fik at vide, at Miley Stewart var Hannah Montana forsvandt alle disse følelser for hende. Oliver hader tyggegummi, hikker når han lyver og er dårlig til skuespil. Han drømmer om engang at være kendt som tripple O. Han er "Skabsmand" og kan åbne alle skabene på skolen. Han kalder også sig selv Oliver Score Oken. Han er lidt klodset og dum, og bliver tit brugt som boksebold. Når han er sammen med Hannah Montana kalder han sig selv Mike Standley III. I sæson 3 er Oliver kæreste med Lilly, og han har desuden sukkersyge.

### Jackson Rod Stewart/Jason Earls
Jackson Stewart er Mileys bror. Hans bedste ven er Cooper, dog har han også Rico som ven. Han bliver drillet af Rico. Han arbejder i en strandbar som hedder Rico's. Han elsker piger, sit image, og sin bil. Jackson elsker Miley højt, men behandler hende som en normal søster og ikke en berømt pop-sensation. Nogle gange bliver han jaloux på Miley, fordi hun får så meget opmærksomhed som Hannah Montana. Han har engang været forelsket i Coopers lillesøster hvilket Cooper forbød.

### Robbie Ray Stewart/Billy Ray Cyrus
Robbie Stewart er faderen til Miley og Jackson. Han er en ex-superstjerne, og han opgav sin karriere for at opdrage sine børn og være manager for Hannah Montana. Robbie har ikke så mange venner, men en af dem er Roxy, som er Hannahs bodyguard. Han var gift med Mileys mor. Han er en dygtig kok, og har en identisk tvilling; Bobby Ray Stewart. Han lader sine børn finde ud af tingene selv, men er der altid, hvis de har brug for hjælp. Han har en elendig humor, som tit og ofte går ud over hans børn, der må Miley træde til og sige: Husk det nu far, du ik' sjov, med en sjov grimasse. Han er manager og far for Hannah Montana og kalder sig, i hendes nærvær, Robby Montana. Han skriver også sangene for Hannah Montanna.

## Afsnit
Hovedartikel: Hannah Montana-afsnit
| Sæson   | Ep # | Første udsendelse  | Sidste udsendelse | Seere |
| ------- | ---- | ------------------ | ----------------- | ----- |
| Sæson 1 | 26   | 29. september 2006 | 2007              |       |
| Sæson 2 | 29   | 17. august 2007    | 2008              |       |
| Sæson 3 | 30   | 2. november 2008   | 2010              |       |
| Sæson 4 | 12   | Juli, 2010         | 2011              |       |

Der er også et tre-Episoder langt afsnit på vej der hedder Magi til Søs med Hannah Montana.

## Medvirkende
| Skuespiller     | Rolle                               |
| --------------- | ----------------------------------- |
| Miley Cyrus     | Miley Ray Stewart/Hannah Montana    |
| Billy Ray Cyrus | Robbie Ray Stewart/Hannah's manager |
| Jason Earles    | Jackson Rod Stewart                 |
| Emily Osment    | Lilly Truscott/Lola Luftnagle       |
| Mitchel Musso   | Oliver Oscar Oken                   |
| Moises Aries    | Rico Rad Rockwood                   |

## Sange
- "This is the Life"
- "The Best of Both Worlds"
- "Just Like You"
- "Pumpin' Up the Party"
- "The Other Side of Me"
- "If We Were A Movie"
- "Who Said"
- "I Got Nerve"
- "I Miss You"
- "Make Some Noice"
- "True Friend"
- "One in a Million"
- "Nobody's Perfect"
- "Life's What You Make It"
- "You and Me Together"
- "Bigger Than Us"
- "Old Blue Jeans"
- "We Got the Party"
- "Rock Star"
- "The Best of Both Worlds: The 2009 Movie Mix"
- "Let's Get Crazy"
- "Let's Do This"
- "If We Were A Movie" feat. Corbin Bleu
- "Ice Cream Freeze (Let's Chil)"
- "I Wanna Know You" feat. David Archuleta
- "He Could Be The One"
- "Don't Wanna Be Torn"
- "It's All Right Here"
- "Mixed Up"
- "Just a Girl"
- "Every Part of Me"
- I "Hannah Montana – The Movie" er der også nogle sange som vil være under navnet "Miley Cyrus"